# TVQ Kyushu Broadcasting
TVQ Kyushu Broadcasting Co., Ltd. (TVQ九州放送株式会社, TVQ Kyūshū Hōsō Kabushikigaisha, TVQ) é uma emissora de televisão japonesa afiliada à TX Network (TXN), transmitindo na província de Fukuoka.

## História
Durante a época da sua constituição, a empresa foi denominada "TXN Kyushu" porque o nome "TV Kyushu", que o proprietário pretendia utilizar, já se encontrava registado como denominação social de uma estação de televisão por cabo na província de Saga . Desde então, o apelido da empresa é Tele Q (テレQ, Tere kyū)  . Em abril de 2001, o nome da empresa foi alterado para o atual, mas manteve o apelido.

## canal de televisão

### Estação principal
- Fukuoka 26ch (digital) 19ch (analógico)

#### Escritório tandem
- Kitakyūshū 27ch (D) 23ch (A)
- Kurume 26ch (D) 14ch (A)
- Ōmuta 26ch (D) 19ch (A)
- Yukuhashi 27ch (D) 19ch (A)
- Munakata 26ch (D) 61ch (A)
- Dazaifu 45ch (A)

## Programas
- Barisugo Max (ばりすごMAX, Barisugo makkusu)
- Fukuoka Pachi Q (福岡パチQ, Fukuoka pachi kyū)
- Kyushu Economy Now (九州けいざいNOW, Kyūshū keizai nau)
- Notícias Fine Fukuoka
- Nonbiri Hashirō -Kyūshū Tetsudō no Tabi (のんびり走ろう! 〜九州・鉄道の旅〜, lit; Run leisurely pace – Train journey in Kyushu)
- TVQ Super Stadium (TVQスーパースタジアム, TVQ sūpā sutajiamu)  - Transmissão ao vivo dos jogos do Fukuoka SoftBank Hawks
- VIVA! SPORTAS

## Estações de TV rivais em Fukuoka
- Kyushu Asahi Broadcasting (KBC, 九州朝日放送  , afiliado à TV Asahi e ANN ) - 1
- RKB Mainichi Broadcasting (RKB, RKB毎日放送  , afiliado à TBS TV, Inc. e JNN ) - 4
- Fukuoka Broadcasting Corporation (FBS, 福岡放送  , afiliado à NTV e NNN / NNS ) - 5
- Television Nishinippon Corporation (TNC, テレビ西日本  , afiliado à CX e FNN / FNS ) - 8